# Automeris godartii
Automeris godartii é uma espécie de mariposa do gênero Automeris, da família Saturniidae.
Sua ocorrência foi registrada no Brasil, Guiana Francesa, Peru e Venezuela.